# Rób swoje, ryzyko jest twoje
Rób swoje, ryzyko jest twoje – polska komedia w reżyserii Mariana Terleckiego z 2002 roku, której akcja toczy się w więzieniu.
Film był kręcony we wrześniu 2001. Zdjęcia powstały w Warszawie (areszt przy ul. Rakowieckiej) i Podkowie Leśnej.

## Obsada aktorska
- Olaf Lubaszenko – reżyser Emil Baks
- Michał Milowicz – aktor Lutek Star
- Zbigniew Buczkowski – „Generał”
- Mirosław Zbrojewicz – „Mielona”
- Arkadiusz Janiczek – „Szczurek”
- Anna Przybylska – Gryzelda
- Marek Siudym – klawisz Leon, ojciec Gryzeldy
- Roman Kłosowski – naczelnik więzienia
- Zbigniew Mazurek – tymczasowy naczelnik więzienia
- August Kowalczyk – lekarz więzienny
- Agnieszka Włodarczyk – Telimena Hoffman, bohaterka serialu
- Katarzyna Bujakiewicz – Zuza Michalska, bohaterka serialu
- Monika Sewioło – Blanka Bojarska, bohaterka serialu
- Tomasz Solarewicz – więzień
- Krzesimir Dębski – Krzysztof Kaldorf
- Monika Ambroziak – kierowniczka kina
- Joanna Orzeszkowska – przewodnicząca komisji
- Olin Gutowski – żołnierz
- Dariusz Wnuk – żołnierz
- Iwona Kubicz – była żona Emila
- Hanna Smoktunowicz – była żona Emila
- Katarzyna Dowbor – była żona Emila
- Renata Gabryjelska – była żona Emila
- Dariusz Biskupski – klawisz
- Grzegorz Okrasa – klawisz
- Katarzyna Radochońska – kobieta na widzeniu
- Cezary Morawski – profesor w filmie
- Marcin Chochlew – student w filmie